# Graphiurus ocularis
El lirón de El Cabo (Graphiurus ocularis) es una especie de roedor esciuromorfo de la familia Gliridae. Es endémico de Sudáfrica. Habita en grietas de rocas y se alimenta de materia vegetal y de insectos.